# Plurix
Plurix je unixový operační systém vyvinutý v Brazílii na počátku 80. let 20. století. Byl vyvinut na Federální univerzitě v Rio de Janeiro (UFRJ), v jejím elektronickém počítačovém centru (NCE). Jeho vývoj již dále nepokračuje.